# دلامار درای لیک

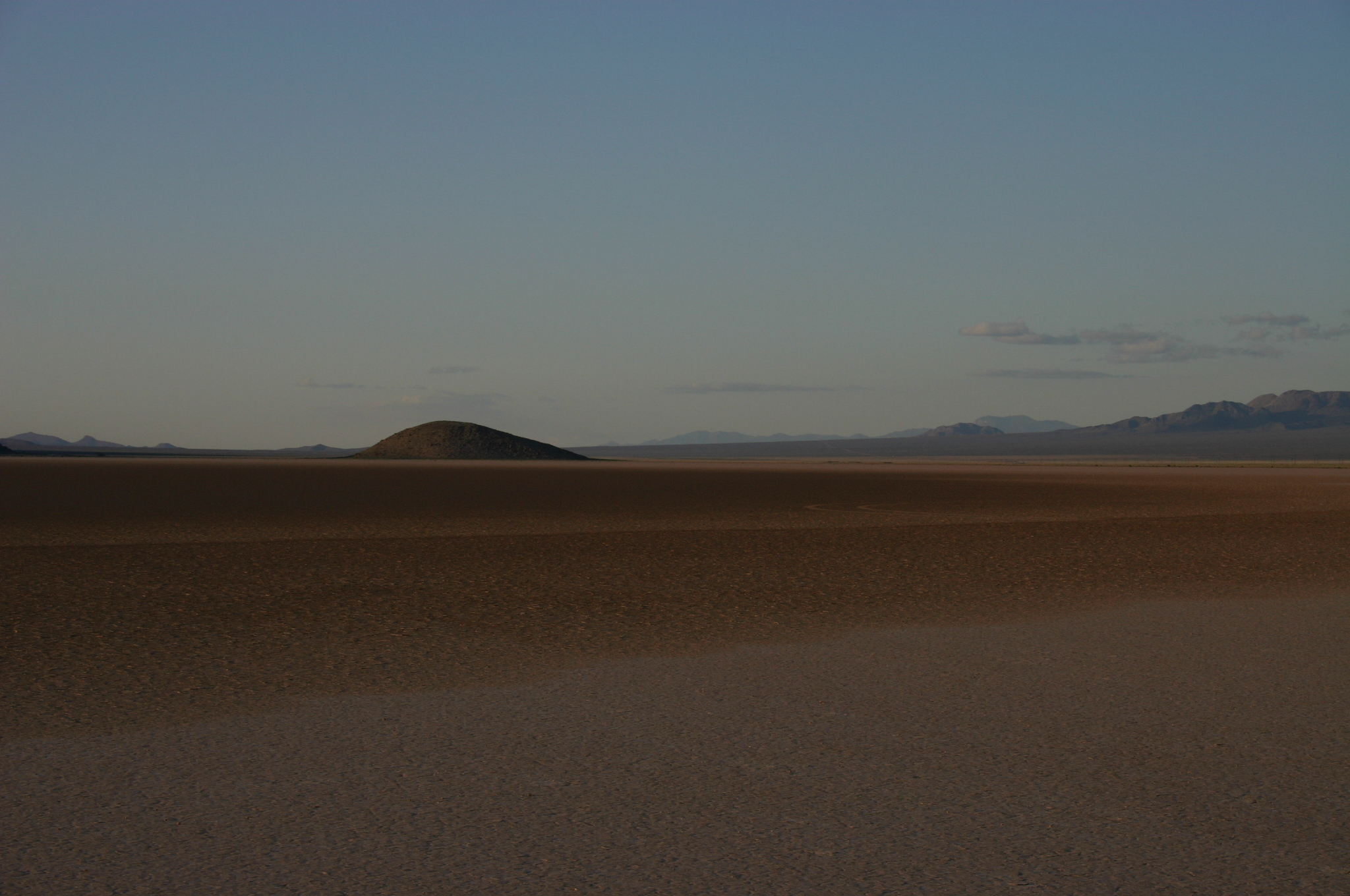
دلامار درای لیک

دلامار درای لیک (به انگلیسی: Delamar Dry Lake) یک فرودگاه است که یک باند فرود سنگفرش دارد. این فرودگاه در کشور ایالات متحده آمریکا قرار دارد.

## تاریخچه
باند فرود دالامار لیک یکی از مقرهای اختصاص داده شده برای فرود اضطراری برای X-15 بوده‌است چرا که در پایین منطقه پرتاب دالامار درای لیک قرار داشته‌است، همان محلی که X-15ها برای ارتفاعات بالا و پروازهای فضایی از B-52 پرتاب می‌شده‌اند.
در ۲۱ می ۱۹۶۲، خلبان X-15، نیل آرمسترانگ (بعداً به عنوان یک فضانورد جمینی و آپلو) با یک F-104 به دالامار درای لیک پرواز کرد برای حالتی که برای پرواز X-15 که بازمی‌گشت لازم باشد. F-104 در اقدام برای فرود در دالامار در حال تغییر دنده فرودآسیب دید. آرمسترانگ هواپیما را دوباره به آسمان برد و به نلیس AFB در لاس وگاس منتقل کرد.
در حین پرواز ۱-۶۳-۱۰۴ در تاریخ ۶ می ۱۹۶۶، یک X-15 دچار خرابی موتور شد و در دالامار درای لیک فرود آمد.
نیروی هوایی ایالات متحده آمریکا به بستر دالامار درای لیک بخاطر شبهاهتش به ایالت تکزاس از روی آسمان با عنوان تکزاس لیک اشاره می‌کنند.